# Per Holm
Per Holm (Sarpsborg, 10 gennaio 1899 – Sarpsborg, 8 settembre 1974) è stato un calciatore norvegese, di ruolo attaccante.

## Carriera

### Club
Holm vestì la maglia del Sarpsborg: fece parte della squadra che vinse la Coppa di Norvegia 1917.

### Nazionale
Conta 16 presenze e una rete per la Norvegia. Esordì il 26 maggio 1918, nella sconfitta per 2-0 contro la Svezia. L'unica marcatura arrivò il 18 settembre 1921, in una vittoria per 0-3 contro la Svezia.

## Palmarès

### Club

#### Competizioni nazionali
- Coppa di Norvegia: 1

Sarpsborg: 1917